# 寺坂橋
寺坂橋（てらさかばし）は、埼玉県本庄市中央と同市若泉の間を流れる元小山川の旧流路に架かる橋。国の登録有形文化財。

## 概要
旧伊勢崎道（寺坂通り）に架かる1889年（明治22年）竣工の橋であり、関東地方に現存する数少ない明治時代架橋の石橋である。また、車両が通行することのできる現存する道路橋のなかでは県内最古である。ただし高欄は建設当時の石造りの物ではなく、後年に設置された鉄パイプ製の物に改修されている。橋長7.6メートル、幅員3.3メートルの単径間上路式充腹アーチ橋である。2008年（平成20年）3月7日、国の登録有形文化財（建造物）に登録された。2020年（令和2年）に「埼玉県内最古の石造アーチ橋であり、竣工時の様相を残す橋」として、土木学会選奨土木遺産に選ばれる。

## 周辺
- 旧本庄警察署 - 県指定有形文化財。1980年から2000年2月29日まで歴史民俗資料館として使用、代替施設の完成に伴い閉館[6]。
- 若泉公園
- 西廣寺
- 阿夫利天神社
- 天理教本庄分教会
- 照若町自治会館